# Coupe des nations masculine de hockey sur gazon
La Coupe des nations masculine de hockey sur gazon est un tournoi international masculin de hockey sur gazon organisé annuellement par la Fédération internationale de hockey. Le tournoi sert de tournoi de qualification pour la Ligue professionnelle masculine de hockey sur gazon.

## Format
Le tournoi présente les huit équipes les mieux classées du Classement mondial de la FIH ne participant pas à la Ligue professionnelle masculine de hockey sur gazon.

### 2022-2024

#### Compétitions
Huit équipes sont répaties en deux groupes de quatre équipes. Le format est celui d'un tournoi toutes rondes : chaque équipe joue un match contre les trois autres équipes du même groupe. Les deux premiers de chaque groupe se qualifient pour la phase de promotion tandis que les deux derniers de chaque groupe se qualifient pour la phase de classement.

#### Ligue professionnelle
Huit équipes concourent pour une place synonyme de promotion à la Ligue professionnelle. À la fin de chaque saison, le vainqueur de la Coupe des nations est promu à la Ligue professionnelle pour la saison suivante.

### À partir de la saison 2024-2025

#### Système de promotion-relégation entre les Coupe des nations I-II
Lors du 49e congrès qui s'est tenu le 9 novembre 2024 à Mascate à Oman, la compétition se dirige vers un système de promotion-relégation entre le dernier de la Coupe des nations et le premier de la Coupe des nations II en même temps que le système de promotion-relégation entre le dernier de la Ligue professionnelle et le premier de la Coupe des nations. Ce changement de format permet à une équipe d'une division la plus basse de prendre la place de l'équipe qui terminera dernière de la Coupe des nations à la fin de la saison,.

#### Compétition
Le format reste le même, cependant les deux derniers de chaque groupe se qualifient pour la phase de relégation.

#### Coupe des nations II
À la fin de chaque saison, le perdant du match pour la 7e place sera relégué à la Coupe des nations II pour la saison suivante.

## Palmarès
| Édition                                             | Lieu          | Promu            | Champion         | Vice-champion | Troisième place | Quatrième place | Relégué           |
| --------------------------------------------------- | ------------- | ---------------- | ---------------- | ------------- | --------------- | --------------- | ----------------- |
| 2022                                                | Potchefstroom | Afrique du Sud   | Afrique du Sud   | Irlande       | Corée du Sud    | Malaisie        | Pas de relégation |
| 2023-2024                                           | Gniezno       | Nouvelle-Zélande | Nouvelle-Zélande | France        | Afrique du Sud  | Pakistan        | Pas de relégation |
| Saison pour la relégation à la Coupe des nations II |               |                  |                  |               |                 |                 |                   |
| 2024-2025                                           | Kuala Lumpur  | Pakistan         | Nouvelle-Zélande | Pakistan      | France          | Corée du Sud    | Afrique du Sud    |
| 2025-2026                                           | TBD           |                  | Équipe ?????     | Équipe ?????  | Équipe ?????    | Équipe ?????    |                   |
| 2026-2027                                           | TBD           |                  | Équipe ?????     | Équipe ?????  | Équipe ?????    | Équipe ?????    |                   |

### Bilan par nation
| Équipe           | Champions                | Vice-champions | Troisième place | Quatrième place |
| ---------------- | ------------------------ | -------------- | --------------- | --------------- |
| Nouvelle-Zélande | 2 (2023-2024, 2024-2025) |                |                 |                 |
| Afrique du Sud   | 1 (2022*)                |                | 1 (2023-2024)   |                 |
| Irlande          |                          | 1 (2022)       |                 |                 |
| France           |                          | 1 (2023-2024)  | 1 (2024-2025)   |                 |
| Pakistan         |                          | 1 (2024-2025)  |                 | 1 (2023-2024)   |
| Corée du Sud     |                          |                | 1 (2022)        | 1 (2024-2025)   |
| Malaisie         |                          |                |                 | 1 (2022)        |

* = pays hôte

### Équipes apparues
| Équipe           | 2022 | 2023-2024 | 2024-2025 | 2025-2026 | 2026-2027 | Total |
| ---------------- | ---- | --------- | --------- | --------- | --------- | ----- |
| Autriche         | -    | 8e        | -         | -         |           | 1     |
| Canada           | 8e   | 5e        | -         | -         |           | 2     |
| France           | 5e   | 2e        | 3e        | Q         |           | 4     |
| Irlande          | 2e   | F         | F         | Q         |           | 2     |
| Japon            | 6e   | -         | 7e        | Q         |           | 3     |
| Corée du Sud     | 3e   | 6e        | 4e        | Q         |           | 4     |
| Malaisie         | 4e   | 7e        | 6e        | Q         |           | 4     |
| Nouvelle-Zélande | -    | 1er       | 1er       | -         |           | 2     |
| Pakistan         | 7e   | 4e        | 2e        | Q         |           | 4     |
| Pologne          | -    | 9e        | -         | -         |           | 1     |
| Écosse           | -    | -         | -         | Q         |           | 1     |
| Afrique du Sud   | 1er  | 3e        | 8e        | -         |           | 3     |
| Pays de Galles   | -    | -         | 5e        | Q         |           | 2     |
| Total            | 8    | 9         | 8         | 8         | 8         | -     |